# لوز فضي
اللوز الفضي (باللاتينية: Prunus argentea) هو أحد أنواع جنس الخوخ من الفصيلة الوردية.

## الموئل والانتشار
ينتشر في بلاد الشام وتركيا.